# أمين خماس
أمين خماس (من مواليد 6 أبريل 1999) هو لاعب كرة قدم يلعب كظهير أيسر لفريق أومونيا.

## حياة مهنية
لعب خماس مع أكاديمية جي أم جيه لير وجينك عندما كان صغيراً. ظهر لأول مرة مع فريق جينك في دوري المحترفين البلجيكي في 29 يوليو 2017 ضد فاسلاند بيفيرين.

## مهنة دولية
كان خماس لاعبًا دوليًا للشباب في بلجيكا على مستوى تحت 17 عامًا. ثم لاحقًا لعب مع منتخب المغرب تحت 18 عامًا، ولعب مباراتين وديتين ضد منتخب البرتغال لكرة القدم تحت 18 عامًا في يناير 2017، استدعي للعب مع منتخب المغربي في أغسطس 2017.

## الإحصائيات المهنية
آخر تحديث 22 مايو 2023.
| النادي                | الموسم          | الدوري          | الدوري | الدوري  | الكأس  | الكأس   | قارّيّ   | قارّيّ    | أخرى   | أخرى    | المجموع | المجموع |
| النادي                | الموسم          | القسم           | الظهور | الأهداف | الظهور | الأهداف | الظهور | الأهداف | الظهور | الأهداف | الظهور  | الأهداف |
| --------------------- | --------------- | --------------- | ------ | ------- | ------ | ------- | ------ | ------- | ------ | ------- | ------- | ------- |
| نادي جينك             | 2017–18         | المحترفين       | 13     | 0       | 2      | 0       | —      | —       | —      | —       | 15      | 0       |
| دين بوستش (إعارة)     | 2018–19         | الدرجة الأولى   | 29     | 1       | 0      | 0       | —      | —       | —      | —       | 29      | 1       |
| لوميل يونايتد (إعارة) | 2009–10 ‏        | رابطة بروكيموس  | 20     | 0       | 1      | 0       | —      | —       | —      | —       | 21      | 0       |
| فاسلاند بيفيرين       | 2020–21 ‏        | المحترفين       | 14     | 0       | 0      | 0       | —      | —       | —      | —       | 14      | 0       |
| أبولون ليماسول        | 2021–22 ‏        | الدرجة الأولى   | 30     | 1       | 3      | 0       | 2      | 0       | —      | —       | 35      | 1       |
| أبولون ليماسول        | 2022–23         | الدرجة الأولى   | 25     | 1       | 1      | 0       | 10     | 0       | 0      | 0       | 36      | 1       |
| أبولون ليماسول        | المجموع         | المجموع         | 55     | 2       | 4      | 0       | 12     | 0       | 0      | 0       | 71      | 2       |
| المجموع الوظيفي       | المجموع الوظيفي | المجموع الوظيفي | 131    | 3       | 7      | 0       | 12     | 0       | 0      | 0       | 150     | 3       |

## روابط خارجية
- أمين خماس على موقع قاعدة بيانات كرة القدم.إي يو (الإنجليزية)
- أمين خماس على موقع Soccerway.com (الإنجليزية)
- أمين خماس على موقع عالم كرة القدم.نت (الإنجليزية)